# 唐偉康
唐偉康（英語：Kurt Tong，1964年－），美國外交官，前美國駐港澳總領事。在此之前，為國務院經濟暨商業事務局首席副助理國務卿。他於2016年8月27日就任總領事一職，於2019年7月6日卸任。卸任後他以合伙人身份加入了美國戰略顧問企業「亞洲集團」（The Asia Group LLC）。
唐偉康曾受參議院確認，在2011年美國主辦的APEC峰會上，出任美國駐亞太經濟合作組織（APEC）大使。亦曾任美國駐日本大使館副館長、國務院亞太局韓國事務處長、白宮亞洲經濟事務主任。曾出席北韓六方會談。他曾任美國駐華大使館環境科技處參贊，亦曾在首爾（美國駐韓大使館）、東京（美國駐日大使館）、馬尼拉（美國駐菲律賓大使館）工作。
唐偉康生於俄亥俄州，成長於馬薩諸塞州，畢業於普林斯頓大學，於威爾遜公共及國際事務學院取得文學士學位，曾在北京教育學院、台北時期的IUP中文中心、IUC日本語研習中心和國際基督教大學進修，能說流利的普通話和日語。

## 言論
唐偉康接受電視台訪問時說，中國內地嚴格限制使用互聯網，其在管控互聯網的方針比較中央集權和較著重控制資訊，而國際間有管理互聯網的準則，中國正挑戰這些準則，使他擔心日後會影響香港的互聯網自由。
唐偉康與中國內地官員交流時發現他們較多強調香港是中國一部分，少了提及《基本法》保障了香港甚麼權利，他擔心高度自治會被削弱。
卸任後，唐偉康在彭博通訊社撰文指，香港為亞洲經濟與社會的模範，美國應保衛香港。他2020年6月於外交杂志再次發文，重申此一立場。